# Lưu Bá Thừa
Lưu Bá Thừa (giản thể: 刘伯承, phồn thể: 劉伯承, bính âm: Liú Bóchéng, Wade-Giles: Liu Po-ch'eng; 4 tháng 12 năm 1892 - 7 tháng 10 năm 1986) là một lãnh đạo quân đội và là một trong 10 nguyên soái của Quân giải phóng nhân dân Trung Quốc.
Lưu Bá Thừa được biết đến là một trong "ba và 1/2 nhà chiến lược" của quân đội cộng sản Trung Quốc trong lịch sử hiện đại (hai người kia là Lâm Bưu, chỉ huy quân đội của Đảng Cộng sản Trung Quốc, và Bạch Sùng Hy, chỉ huy của Quốc Dân Đảng; còn 1/2 là nói đến chỉ huy quân đội Đảng Cộng sản Trung Quốc Túc Dụ). Về mặt chính thức, Lưu Bá Thừa được công nhận là một nhà cách mạng, nhà quân sự và nhà lý luận quân sự, và là một trong những người sáng lập của Quân Giải phóng Nhân dân Trung Quốc.
Sinh năm Nhâm Thìn 1892 (cầm tinh con Rồng - tức long) vào chủ nhật 4.12, nhằm 16.10 âm lịch. Bị mất mắt phải năm 24 tuổi (1916) trong trận đánh Phong Đô (tỉnh Tứ Xuyên), chỉ còn một mắt trái (độc nhãn).  Ghép năm sinh (long) + một mắt (độc nhãn) thành tên gọi phổ biến: độc nhãn long Lưu Bá Thừa.

## Thời trẻ
Lưu Bá Thừa sinh ra trong một gia đình nông dân ở huyện Khai, Tứ Xuyên. Dù lớn lên trong khốn khó, Lưu vẫn quyết tâm học tập và đã học tốt. Chịu ảnh hưởng của các lý thuyết cách mạng của Tôn Dật Tiên, sau này ông đã cống hiến đời mình cho sự nghiệp thiết lập một nước Trung Quốc hiện đại và dân chủ.
Năm 1911, Lưu Bá Thừa gia nhập Các đội hướng đạo nam sinh để ủng hộ cho Cách mạng Tân Hợi. Trong năm sau đó, ông vào học Học viện Quân sự Trùng Khánh và sau này gia nhập quân đội chống lại Viên Thế Khải, người có âm mưu phá hoại Cách mạng Tân Hợi và tự xưng hoàng đế. Năm 1914, Lưu gia nhập đảng của Tôn Dật Tiên và đảm nhận nhiều chức vụ trong quân đội, ban đầu là đại đội trưởng, sau đó là lữ đoàn trưởng, và tiếp theo là lên hàng tá. Năm 1916, ông mất con mắt bên phải trong một trận chiến ở huyện Phong Đô, Tứ Xuyên.
Năm 1923, trong một cuộc chiến chống lại quân phiệt Ngô Bội Phu, hưởng ứng chiến dịch Bắc Phạt của Quốc Dân Đảng, Lưu đã được phong làm chỉ huy Đông Lộ, và sau đó được thăng làm tướng chỉ huy ở Tứ Xuyên. Lưu đã thể hiện tài năng quân sự trong các cuộc chiến chống lại nhiều quân phiệt. Chu Đức, người dưới quyến Long Vân, một quân phiệt Vân Nam vào thời điểm đó, đã bị Lưu đánh bại trong một cuộc chiến xáp lá cà.
Cùng năm đó, Lưu đã quen biết Dương Ám Công (杨闇公, anh trai của Dương Thượng Côn) và Ngô Ngọc Chương (吴玉章), cũng là những người cộng sản đầu tiên của Tứ Xuyên. Mối quan hệ của họ đã đánh dấu việc Lưu được tiếp xúc thực tế lần đầu với lý luận và thực tiễn của chủ nghĩa cộng sản. Tháng 5 năm 1926, Lưu gia nhập Đảng Cộng sản Trung Quốc và được phong làm ủy viên quân sự của of Trùng Khánh. Tháng 12 năm 1926, cùng với Chu Đức và Dương Thượng Côn, Lưu Bá Thừa cùng vạch đường lối và chỉ huy cuộc khởi nghĩa Lô Châu và Nam Sung, chống lại các quân phiệt địa phương, và ủng hộ Bắc Phạt.
Mùa Đông năm 1927, Lưu đã được Đảng Cộng sản Trung Quốc phái đi Liên Xô để nghiên cứu chiến lược và chiến thuật quân sự. Ban đầu, Lưu theo học tại một học viện quân sự ở Moskva, nhưng sớm chuyển qua trường danh tiếng hơn, Học viện quân sự Frunze để học chiến thuật và chiến lược quân sự chính quy.
Sau khi được phong Nguyên soái năm 1955, năm 1957 ông là Viện trưởng kiêm chính ủy Học viện Quân sự cấp cao.
Năm 1958 ông bị phê phán vì "tiêu biểu cho chủ nghĩa quân sự giáo điều", bị buộc rời chức.
Năm 1966 ông được bổ nhiệm làm Phó chủ tịch quân ủy.
Từ 1973 ông bị mất khả năng tư duy, từ 1980 không còn khả năng tự chủ bản thân. Năm 1982 ông xin từ bỏ mọi chức vụ vì lý do sức khỏe. Ngày 7/10/1986 ông từ trần, thọ 94 tuổi.

### Gia đình
Năm Lưu Bá Thừa 13 tuổi, cha mẹ đi hỏi cho ông cô vợ 11 tuổi tên Trình Nghi Nghệ, ông không thích nên cố ý để mặt mũi lem luốc, nhưng nhà gái thấy tướng mạo ông phi phàm nên vẫn nhận lời gả con. Để trốn tránh, ông bèn kiếm cớ đi học ở xa, nhưng cô Trình vẫn không chịu buông.
Năm 1910, Lưu Bá Thừa phải kết hôn, 2 năm sau thì Trình Nghi Nghệ sinh con trai Lưu Tuấn Thái. Cùng năm, Lưu Bá Thừa đi lính, rồi tham gia cách mạng, từ đó không liên lạc về nữa. Trình Nghi Nghệ một mình nuôi con, đến năm 1957 thì qua đời. Trong thời gian hai người xa nhau, có lần cậu con Lưu Tuấn Thái dẫn bạn gái tìm ông xin tiền, bị ông mắng mỏ, anh này đã tìm cơ quan có trách nhiệm tố giác bố bỏ rơi vợ con, nhưng do Lưu Bá Thừa đã báo cáo mọi chuyện từ trước nên thoát nạn.
Năm 1930, Lưu Bá Thừa hoạt động bí mật ở Thượng Hải, ông kết hôn với Ngô Cảnh Xuân, một trí thức trẻ. Năm 1932 ông vào khu căn cứ làm Hiệu trưởng trường Hồng quân, rồi giữ chức Tổng TMT và đứt liên lạc với vợ.
Năm 1936, vị Tổng Tham mưu trưởng (TMT) 44 tuổi bỗng nổi hứng làm thơ tình tặng cô gái 19 tuổi Uông Vinh Hoa mới từ An Huy vào khu căn cứ gia nhập Hồng quân. Cô gái trẻ đẹp cũng đem lòng si mê vị chỉ huy trẻ đa tài. Trung thu năm đó hai người kết hôn. Từ đó bà luôn theo sát ông trên cương vị thư ký riêng, gắn bó lo lắng chăm sóc chồng, con. Hai ông bà có sáu người con, trong đó có bốn người mang hàm Thiếu tướng quân đội. Bà Uông Vinh Hoa từ trần ngày 27/5/2008, thọ 91 tuổi.